# Anita Olęcka
Anita Wojtczak, coniugata Olęcka (Kutno, 23 febbraio 1967), è un'ex cestista polacca.

## Carriera
Con la Polonia ha disputato i Campionati europei del 1993 e i Campionati mondiali del 1994.